# Тереза (фільм, 1986)
«Тереза» (фр. Thérèse) — французький кінофільм, поставлений у 1986 році режисером Аленом Кавальє. Прем'єра фільму відбулася у травні 1986 року на 39-му Каннському кінофестивалі, де стрічка брала участь в основній конкурсній програмі та отримала Приз журі. У 1987 році стрічку було номіновано на премію «Сезар» у 10-ти категоріях, у 6-ти з яких вона отримав перемогу .

## Синопсис
В основі сюжету фільму історія святої Терези з Лізьє, яка жила у XIX столітті. 
15-річна Тереза хоче вступити до ордену кармеліток в якому вже довгий час перебувають двоє її сестер. Перепона на шляху до цього її юний вік, але дівчина їде до Риму на аудієнцію з Папою, щоб отримати дозвіл на прийняття обітниці. В монастирі Тереза провела дев’ять років і померла від туберкульозу. Її доброта і душевна щедрість здобули їй величезну славу, і у 1925 році Папою Римським вона була зарахована до лику святих.

## В ролях
| Катрін Муше        | … | Тереза Мартен       |
| Орор Прієто        | … | Селін Мартен        |
| Сільві Або         | … | Полін Мартен        |
| Елен Александрідіс | … | Люсі                |
| Наталі Бернар      | … | Айме                |
| Клеманс Массар     | … | настоятелька        |
| Беатріс Де Віган   | … | співачка            |
| Мона Ефтр          | … | Марі                |
| Жан Пелегрі        | … | месьє Мартен        |
| Арман Мепіль       | … | Папа Лев XIII       |
| П'єр Ментіньє      | … | монастирський лікар |
| Жан Піешо          | … | єпископ             |
| Гі Фокон           | … | наречений Аймі      |
| Анна Бернела       | … | каліка              |
| Джоель Лефрансуа   | … | молодий лікар       |
| Ноелль Шантр       | … | стара               |
| Мішель Рівелі      | … | Пранцані            |

## Визнання
| Нагороди та номінації фільму "Тереза" | Нагороди та номінації фільму "Тереза" | Нагороди та номінації фільму "Тереза"      | Нагороди та номінації фільму "Тереза" | Нагороди та номінації фільму "Тереза" | Нагороди та номінації фільму "Тереза" |
| Рік                                   | Нагорода                              | Категорія                                  | Номінант                              | Результат                             |                                       |
| ------------------------------------- | ------------------------------------- | ------------------------------------------ | ------------------------------------- | ------------------------------------- | ------------------------------------- |
| 1986                                  | Каннський кінофестиваль               | Золота пальмова гілка                      | Ален Кавальє                          | Номінація                             |                                       |
| 1986                                  | Каннський кінофестиваль               | Приз журі                                  | Ален Кавальє                          | Перемога                              |                                       |
| 1986                                  | Каннський кінофестиваль               | Приз екуменічного журі (спеціальна згадка) | Ален Кавальє                          | Перемога                              |                                       |
| 1986                                  | Чиказький міжнародний кінофестиваль   | Золотий Г'юґо за найкращий фільм           | Ален Кавальє                          | Номінація                             |                                       |
| 1987                                  | Премія «Сезар»                        | Найкращий фільм                            | «Тереза»                              | Перемога                              |                                       |
| 1987                                  | Премія «Сезар»                        | Найкраща режисерська робота                | Ален Кавальє                          | Перемога                              |                                       |
| 1987                                  | Премія «Сезар»                        | Найперспективніша акторка                  | Катрін Муше                           | Перемога                              |                                       |
| 1987                                  | Премія «Сезар»                        | Найкращий адаптований сценарій             | Ален Кавальє, Каміль де Касаб'янка    | Перемога                              |                                       |
| 1987                                  | Премія «Сезар»                        | Найкраща операторська робота               | Філіп Руссело                         | Перемога                              |                                       |
| 1987                                  | Премія «Сезар»                        | Найкращий монтаж                           | Ізабель Дідьє                         | Перемога                              |                                       |
| 1987                                  | Премія «Сезар»                        | Найкращі декорації                         | Бернар Евейн                          | Номінація                             |                                       |
| 1987                                  | Премія «Сезар»                        | Найкращий дизайн костюмів                  | Іветт Бонне                           | Номінація                             |                                       |
| 1987                                  | Премія «Сезар»                        | Найкращий звук                             | Ален Лашассань, Домінік Далмас        | Номінація                             |                                       |
| 1987                                  | Премія «Сезар»                        | Найкращий постер                           | Найкращий постер                      | Номінація                             |                                       |
| 1987                                  | Давид ді Донателло                    | Найкращий іноземний режисер                | Ален Кавальє                          | Номінація                             |                                       |
| 1987                                  | Давид ді Донателло                    | Найкращий іноземний продюсер               | Моріс Бернар                          | Номінація                             |                                       |
| 1987                                  | Французький синдикат кінокритиків     | Приз за найкращий французький фільм        | «Тереза»                              | Перемога                              |                                       |